# Dragones: Los nueve reinos
Dragones: Los nueve reinos es una serie de televisión animada por computadora spin-off, perteneciente al género de acción y aventuras, basada en la franquicia de Cómo entrenar a tu dragón producida por DreamWorks Animation bajo DreamWorks Animation Television para Peacock y Hulu.
La serie se lanzó tanto en Peacock como en Hulu el 23 de diciembre de 2021, mientras que la segunda temporada se lanzó el 5 de mayo de 2022. La tercera temporada se lanzó el 18 de agosto de 2022, mientras que la cuarta temporada se lanzó el 17 de noviembre de 2022. La quinta temporada se estrenó el 2 de marzo de 2023.

## Argumento
La serie está ambientada en el mundo moderno, 1300 años después de los eventos de Cómo entrenar a tu dragón: El mundo oculto (2019). Sigue a un grupo de niños inadaptados, llevados por sus padres a una gran fisura causada por un cometa, que descubren la verdad sobre los dragones y dónde se han estado escondiendo; además de una misteriosa relación con los antiguos vikingos de Berk.

## Personajes y elenco

### Principal
- Jeremy Shada como Thomas "Tom" Kullersen, un aventurero de catorce años y de buen corazón, que al igual que su madre, es descendiente del jefe Hipo III y Astrid, y sus dos hijos.

- Ashley Liao como Jun Wong, una amiga de la infancia de Tom (en la temporada 7 se convierte en su novia) que tiene interés en las historias de mitos y fantasía.

- Marcus Scribner como D'Angelo Baker, un amigo de Tom y aspirante a médico experto.

- Aimee Garcia como Alexandra "Alex" González, que se hace amiga de Feathers. Le gusta mucho la tecnología y a veces suele aislarse de otros.

- Vincent Tong como Eugene Wong, el engreído hermano mayor de Jun que es aceptado a regañadientes en el Club Dragon.

### Recurrente y de apoyo
- Julia Stiles como Olivia Kullersen, científica que trabaja para el Proyecto Ícaro. Al igual que su hijo pequeño, desciende de Hipo y Astrid. Finalmente descubre el secreto de su hijo en el final de la cuarta temporada "La brillante noche, parte 2" y se convierte en aliada de las docenas de dragones sobrevivientes de los nueve reinos en todo el Mundo Oculto desde la quinta temporada.

- Lauren Tom como May Wong, la madre de Eugene y Jun, que es bastante pequeña y usa un sombrero peludo y anteojos rojos. Al igual que Olivia, trabaja para el Proyecto Ícaro.

- Keston John como Philip Baker

- Pavar Snipe como Angela Baker

- Alicia Barragán como Carla González, la madre biológica de Alexandra que trabaja junto a su esposa como científica del Proyecto Ícaro.

- Angelique Cabral como Hazel Gonzalez, la "madrastra" de la esposa de Alexandra y Carla.

- D'Arcy Carden como Linda[6]

- Carrie Keranen como Wilma Sledkin, una malvada científica arrogante y tortuosa del Proyecto Ícaro que está decidida a descubrir la existencia de dragones en el mundo moderno y revelar sus secretos.

- Haley Joel Osment como Leonard Burne/Motosierra, un hombre malvado que descubre a los dragones y que está decidido a conquistar Los Nueve Reinos.

- Al Rodrigo como Ford

- Christian Lanz como Winston